# Thelypteris polyphlebia
Thelypteris polyphlebia är en kärrbräkenväxtart som först beskrevs av Carl Frederik Albert Christensen, och fick sitt nu gällande namn av Conrad Vernon Morton. Thelypteris polyphlebia ingår i släktet Thelypteris och familjen Thelypteridaceae. Inga underarter finns listade.